# Station Dannemarie
Station Dannemarie is een spoorwegstation in de Franse gemeente Dannemarie.

## Treindienst
| Serie | Treinsoort | Route                                            | Bijzonderheden |
| ----- | ---------- | ------------------------------------------------ | -------------- |
| C 13  | TER (SNCF) | Belfort – Dannemarie – Altkirch – Mulhouse-Ville |                |